# Leuchtturm von Cap Bon
Der Leuchtturm von Cap Bon (Ras At-Tib) ist ein Leuchtturm am Kap Bon in Tunesien. Er steht unter der Aufsicht des Service des phares et beacons de la République Tunisienne (SPHB).

## Beschreibung
Der Leuchtturm, der auf einer großen Terrasse am Ende des Vorgebirges errichtet wurde, wurde 1875 mit einem optischen System der englischen Firma Chance Brothers and Company, Spon Lane, Smethwick, West Midlands, England in Betrieb genommen. Das System wurde vom Vereinigten Königreich gespendet.
Der Leuchtturm besteht aus einem 20 Meter hohen zylindrischen Turm mit Galerie und Laterne, der an ein weiß gestrichenes Wächterhaus mit einer blauen horizontalen Linie angrenzt. Der Turm ist weiß gestrichen und die Unterseite der Galerie und die Laternenkuppel sind rot (2023).
Es liegt am äußersten Punkt im Nordosten Tunesiens und ist nur 145 km (78,3 Seemeilen) von Sizilien entfernt. In einer Brennhöhe von 126 Metern über dem Meeresspiegel sendet es alle 20 Sekunden drei weiße Blitze aus, die 30 Seemeilen tragen.

Übersichtskarte mit dem Cap Bon
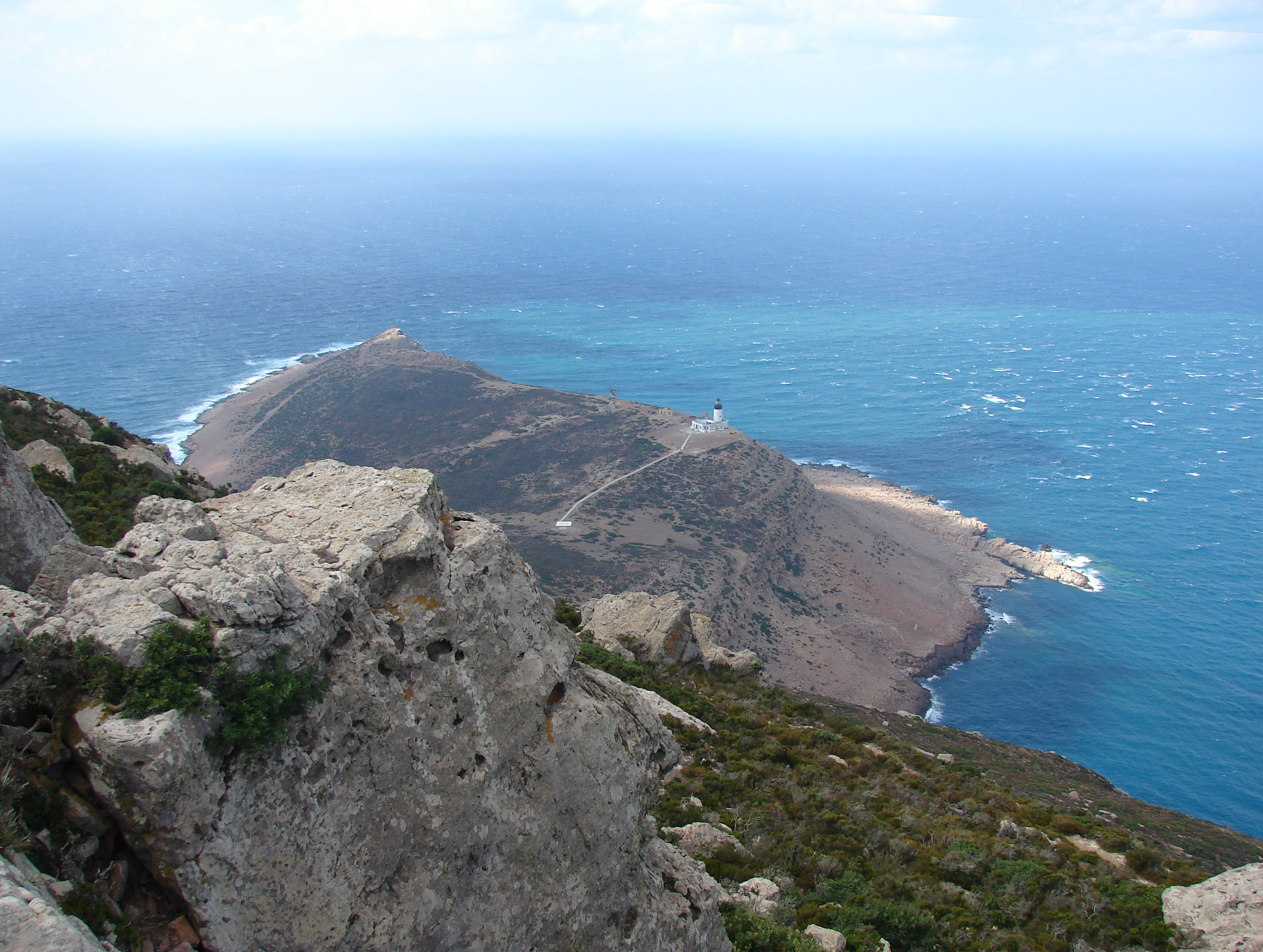
Blick auf das Cap Bon mit dem Leuchtturm